# МТ-ЛБР6
МТ-ЛБР6 «Мангуст-2» — один из вариантов модернизации советского плавающего легкобронированного тягача МТ-ЛБ.

## История
МТ-ЛБР6 был разработан Xарьковским конструкторским бюро по машиностроению им. А. А. Морозова и предложен на экспорт в 2002 году.
Дальнейшим развитием проекта стала бронемашина МТ-ЛБМШ, разработанная в середине 2000-х годов.
В октябре 2006 года Изюмский приборостроительный завод освоил производство оптического прицела ПЗУ-7.

## Описание
Переоборудование МТ-ЛБ в лёгкий многоцелевой бронированный плавающий транспортёр сил быстрого реагирования МТ-ЛБР6 производилось на предприятии «Харьковский тракторный завод имени Серго Орджоникидзе». Заводские испытания первого опытного образца МТ-ЛБР6 были завершены в декабре 2002 года, всего было заказано изготовление двух бронемашин этого типа.
В ходе модернизации на МТ-ЛБ усилена защита корпуса (за счёт разнесённого бронирования, кроме того, защита боевого отделения усилена изнутри несколькими слоями баллистической ткани "кевлар"), ходовая часть прикрыта противокумулятивными экранами, установлены новый дизельный двигатель и новая одноместная башня.
Вооружение включает:
- 30-мм автоматическую пушку ЗТМ-1 со спаренным 7,62-мм пулемётом КТ-7,62[4] (боекомплект составляет 150 снарядов и 2000 патронов)[3]. В качестве прицельных приспособлений используются приборы ТКН-4С и ПЗУ-7[9]
- шесть 81-мм дымовых гранатомётов системы 902Б «Туча»[4].

С целью повышения пожароустойчивости машины, МТ-ЛБР6 оборудована фильтровентиляционной установкой и системой автоматического пожаротушения.

## Варианты и модификации
- МТ-ЛБР7 - вариант МТ-ЛБР6, вооружённый башенным боевым модулем «Штурм»
- МТ-ЛБМШ - экспортный вариант для Мьянмы, вооружённый башенным боевым модулем КБА-105 «Шквал»